# Madre de Dios (nau)
Madre de Dios foi uma nau espanhola do século XVI.

## História
Em 1535 a nau-capitânia Madre de Dios naufragou na Ilha de Boipeba (localizada nos arredores da Baía de Todos os Santos) quando chocou-se contra os recifes da ponta sul da ilha (local que por este motivo passou a ser chamado de Ponta dos Castelhanos). Nesta ocasião, a nau era comandada por Simão de Alcázoba e fazia parte de uma armada espanhola que tinha com o objetivo a colonização de terras que o rei espanhol Carlos V doara na costa do Pacífico, no Estreito de Magalhães. Dos 110 homens a bordo da Madre de Dios praticamente todos chegaram em terra e aproximadamente 90 foram mortos pelos índios Tupinambá. Apenas 17 se salvaram, fugindo em um bergantim para a vizinha ilha de Tinharé. Escaparam novamente de serem mortos e devorados pelos índios devido a intervenção de um português, que morava na região, chamado de Diogo Álvares Correia mais conhecido como Caramuru.